# Кольцевой ток
Кольцевой ток (англ. ring current) – электрический ток, текущий вокруг Земли на расстояниях 10000-60000 км в виде тора, лежащего вблизи плоскости экватора. Основным переносчиком заряда являются ионы с энергиями от 1 до нескольких сотен килоэлектрон-вольт. Эти ионы захвачены магнитным полем Земли (см. подробнее в статье Радиационный пояс) и дрейфуют  в азимутальном направлении. Изменения кольцевого тока и связанные с ними  изменения глобального магнитного поля являются основными проявлениями геомагнитной бури.